# 彼德斑蛛
彼德斑蛛（学名：Euophrys petrensis）为跳蛛科斑蛛属的动物。分布于欧洲以及中国大陆的新疆等地，常生活于草丛。该物种的模式产地在欧洲。